# Гавазан (столп)

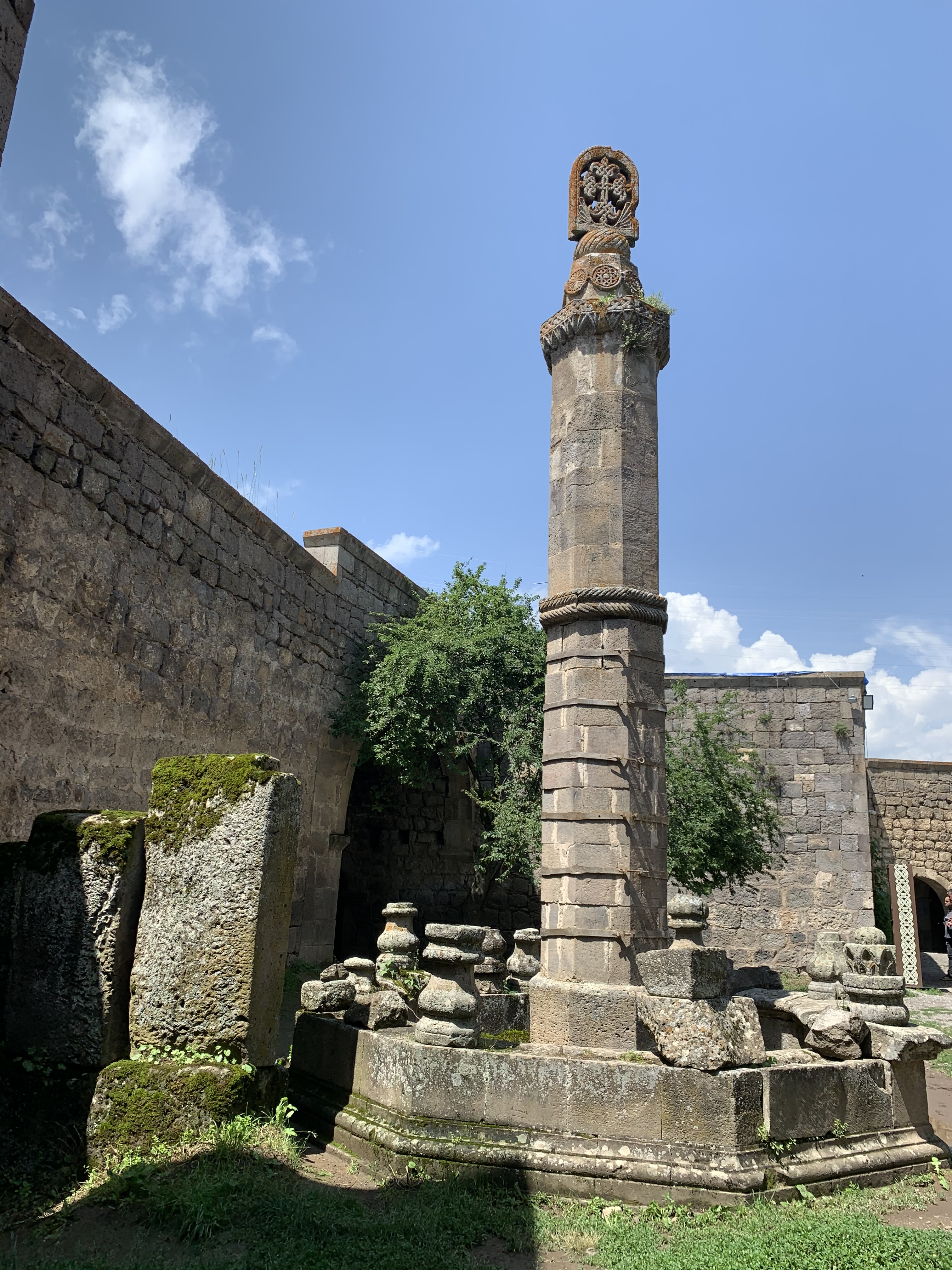
Гавазан — качающийся столп

Гавазан — увенчанный хачкаром, или каменным крестом, качающийся столп в Армении, на территории Татевского монастыря.

## История
Гавазан был воздвигнут в 904-905 годах напротив южной стены церкви Сурб Погос-Петрос (святых апостолов Петра и Павла) по соседству с резиденцией епископа. Татевский столп — это архитектурное посвящение Святой Троице. Восьмигранная каменная колонна опирается на восьмигранный пьедестал. Зодчим удалось с ювелирной точностью вычислить параметры соответствия между силой тяжести самого монумента и его объемами, что обеспечивает стабильное вертикальное положение столпа. Вместе с тем, он установлен на шарнире и способен раскачиваться. Собственно поэтому и называется «качающимся столпом» или «живым посохом» («гавазаном»). Существуют две версии этого инженерного решения. Одна из них научная: колонна приходила в движение даже во время самого слабого землетрясения, предупреждая монахов и местных жителей о катаклизме. По другой версии, она была построена, исходя из оборонительных соображений: при дрожании земли, вызванным приближением вооруженных людей, колонна начинала раскачиваться. Согласно легенде, Гавазан привел в ужас воинов-сельджуков, бросившихся в ущелье в страхе от «дьявольской колонны». Гавазан — истинное чудо инженерного искусства, свидетельствующее о новаторской культуре и полете мысли татевских зодчих.

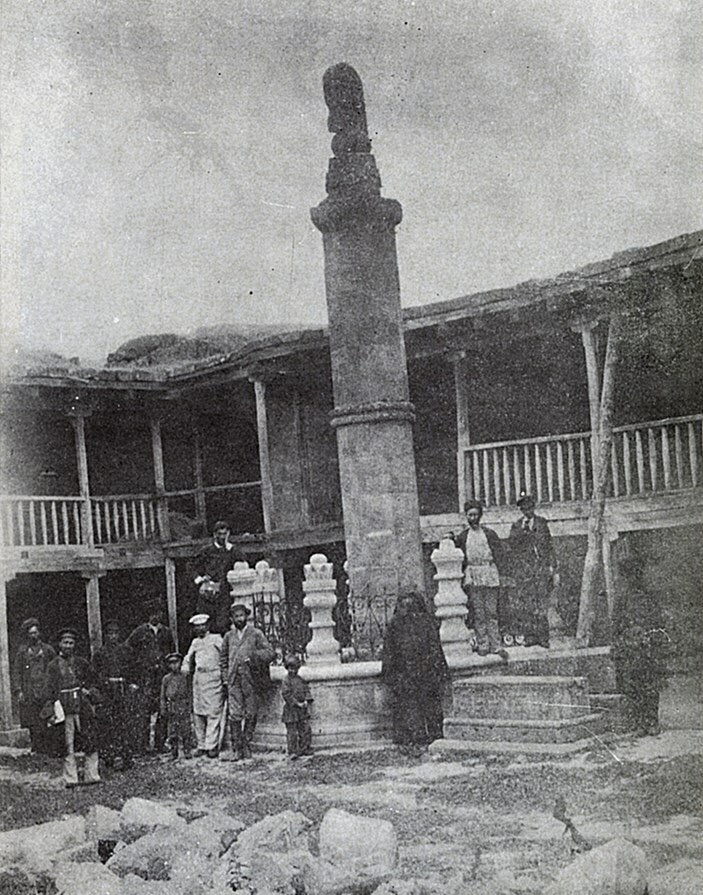
Гавазан в 1893 году
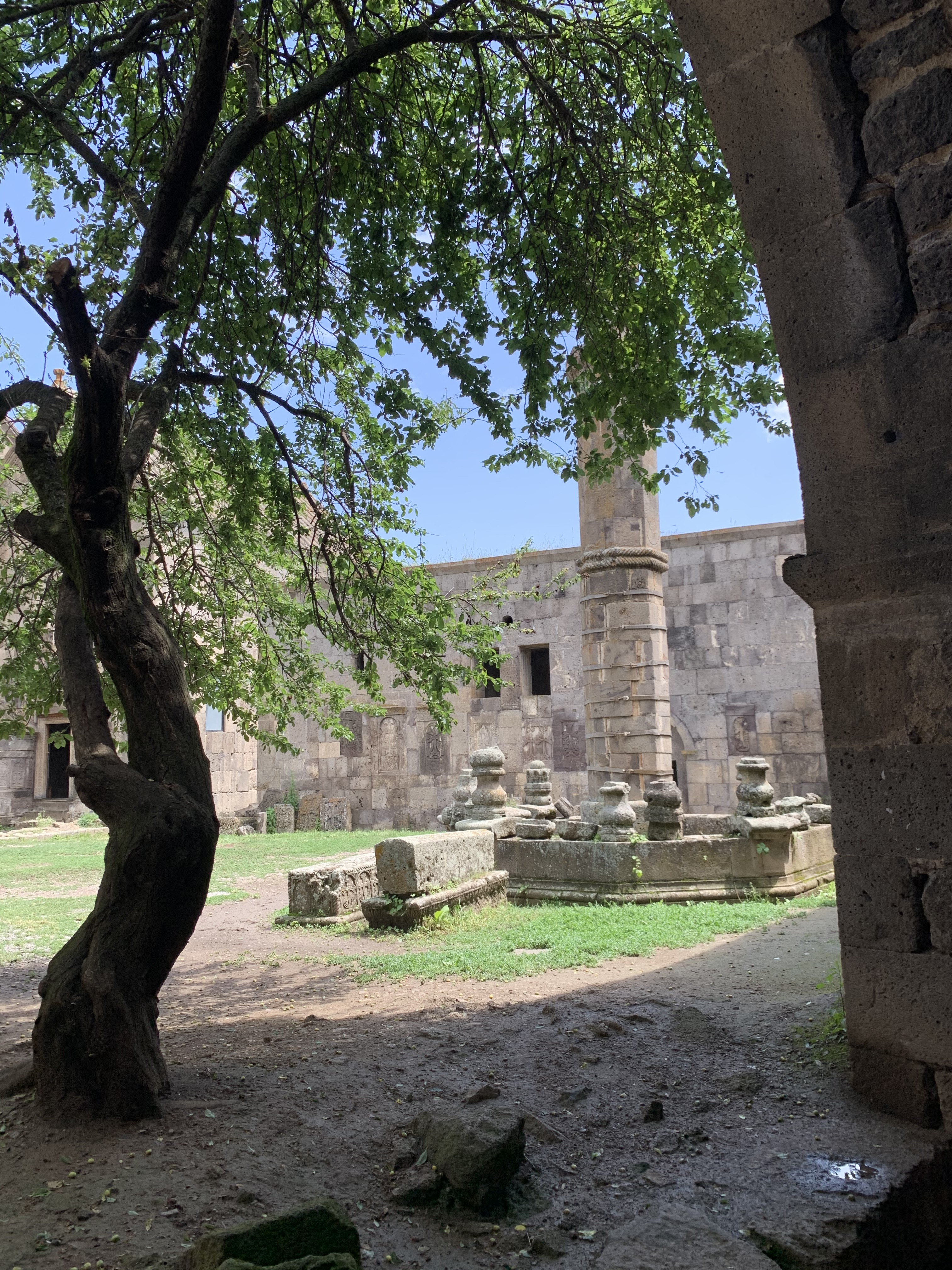
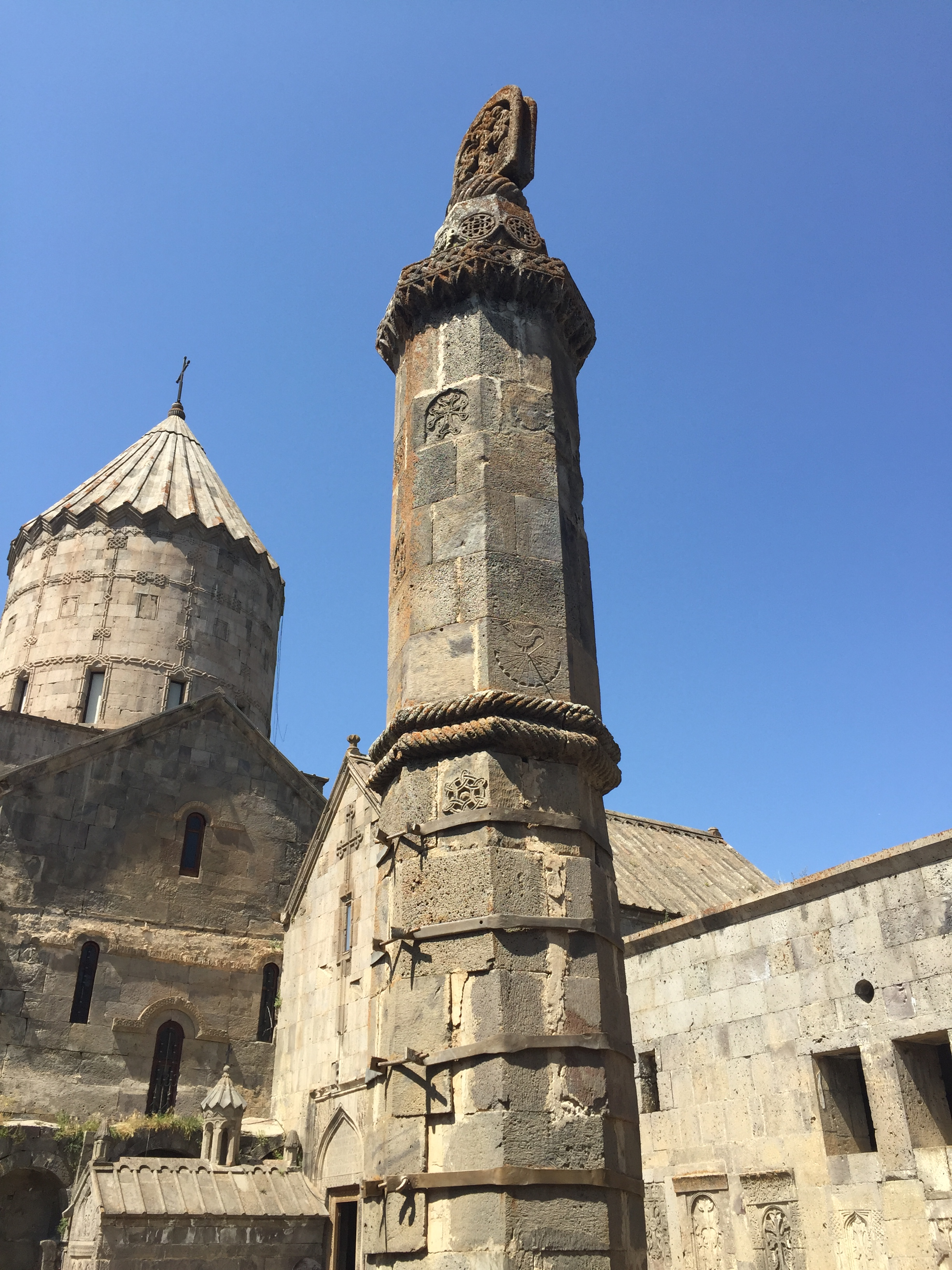
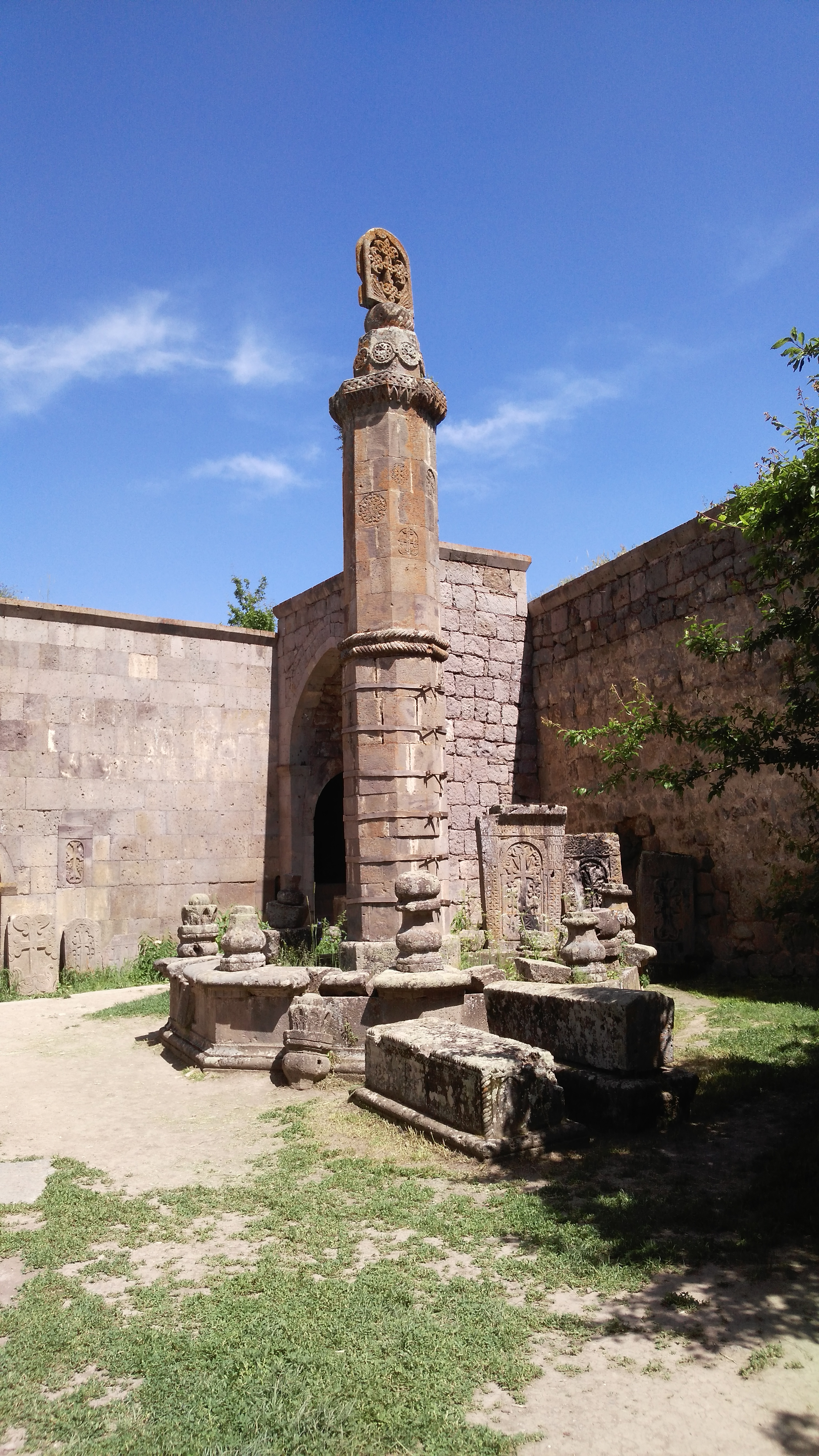